# MIRV

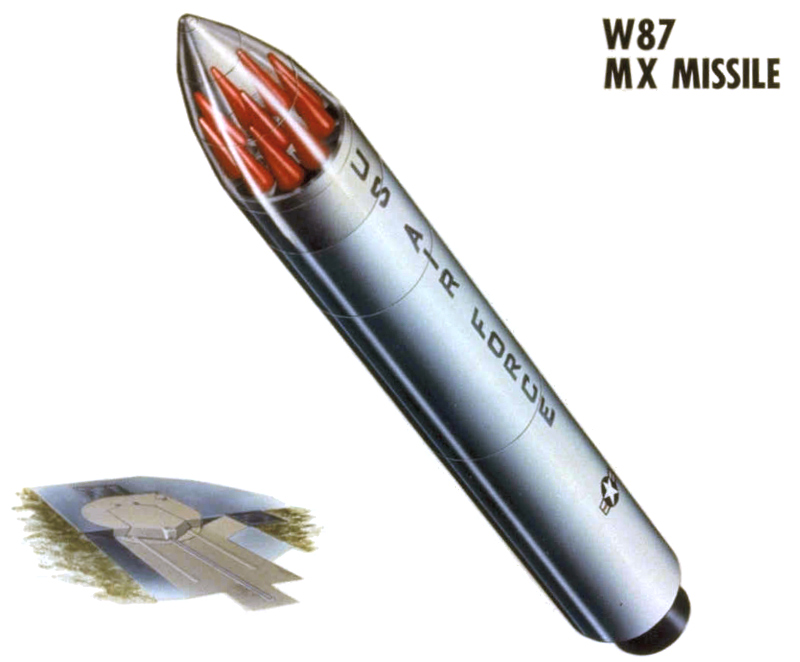
En amerikansk Peacekeeper-robot där återinträdesfarkosterna är markerade med rött

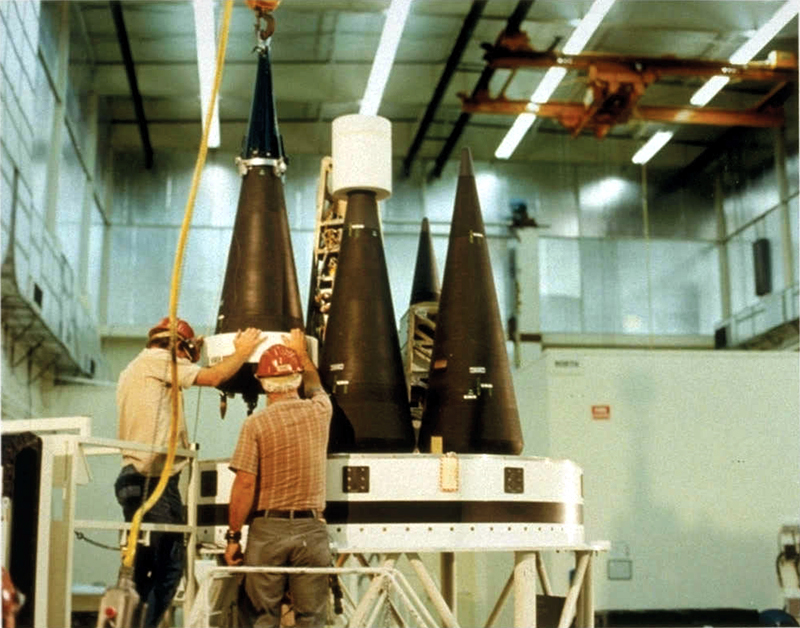
Återinträdesfarkosten MK-21 monteras på en Peacekeeper-robot

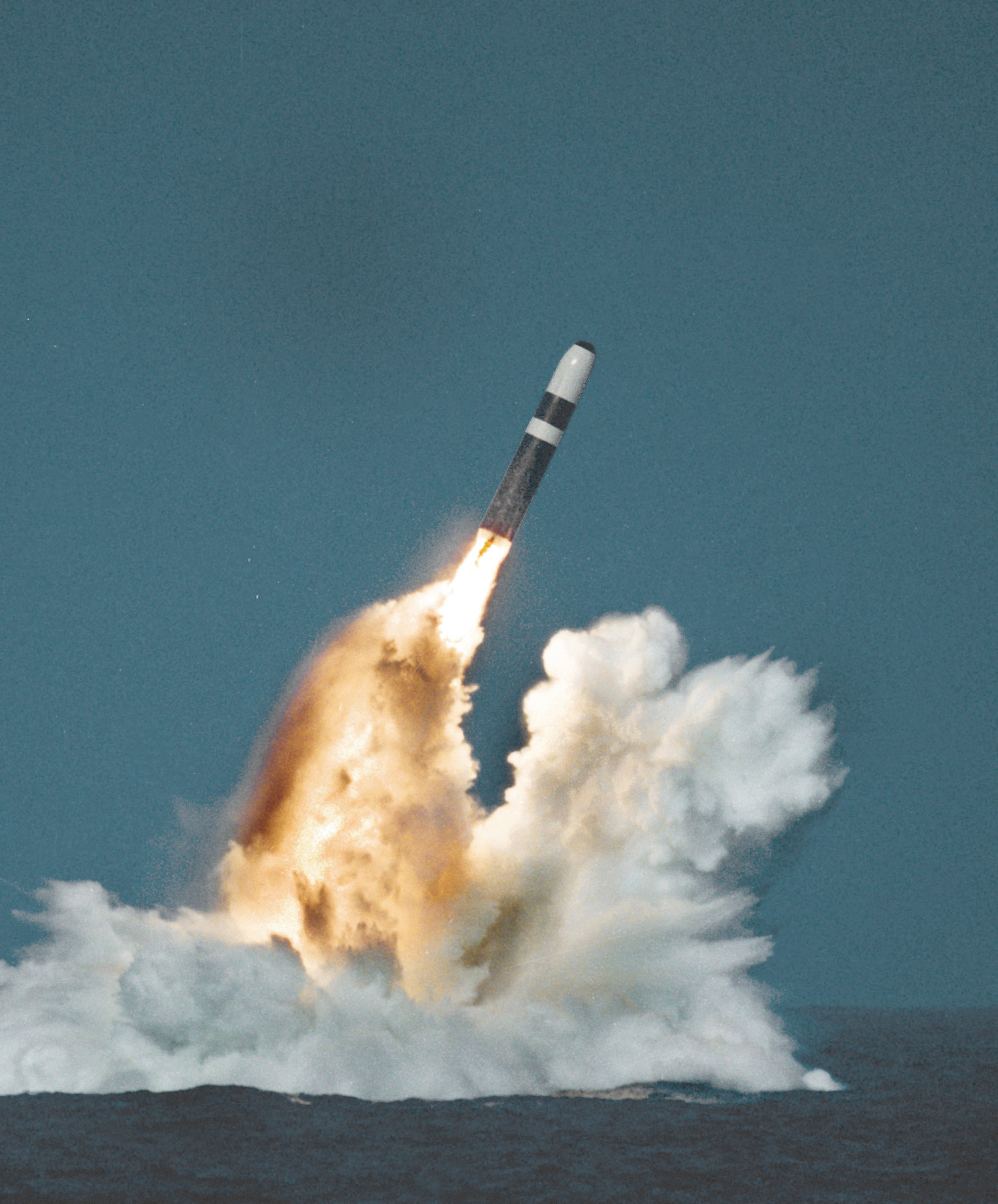
En undervattensavfyrning av en UGM-133 Trident II SLBM. Den amerikanska och brittiska flottan använder dessa robotar i sina kärnvapenubåtar. En robot kan bära upp till 12 MIRVs.

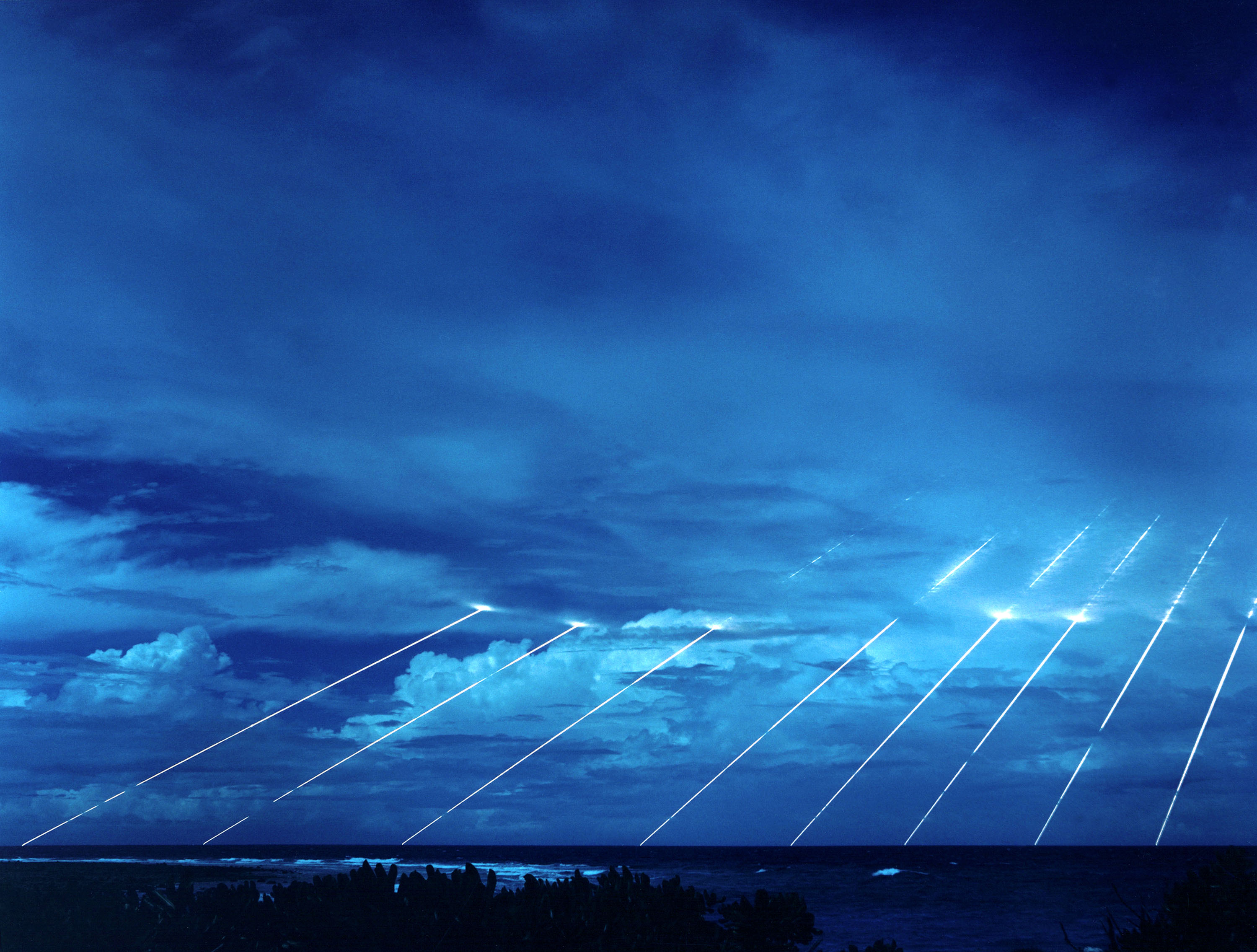
Bild från ett Peacekeeper-test. Linjerna i bilden är åtta stridsspetsar avfyrade från en MIRV-robot. Om de var skarpladdade skulle varje stridsspets ha en sprängverkan motsvarande 25 Hiroshima-bomber.

MIRV (Multiple Independently targetable Reentry Vehicle, ungefär "multipla återinträdesfarkoster med oberoende målsökning") är en samling  stridsspetsar som bärs av en enda interkontinental ballistisk robot, antingen landbaserade ("ICBM") eller ubåtsbaserade ballistiska robotar ("SLBM"). 
MIRV utvecklades för och är vanligen förknippat med strategiska kärnvapen, men systemet kan använda vilken form av stridsspets som helst.